# ليندسي فونسيكا
ليندسي فونسيكا (بالإنجليزية: Lyndsy Fonseca)‏, مواليد 7 يناير 1987) هي ممثلة أمريكية اشتهرت بلعبها كولين كارلتون على المسلسل النهاري الشباب و القلق بقناة سي بي اس ، دور ديلان مايفير في مسلسل ربات بيوت يائسات على اي بي سي، و ابنة تيد موسبي في كيف قابلت أمك . و لعبت أيضا كاتي ديوكسما في فلم 2010 البطولي كيك اس. وحالياً تلعب دور أليكس على قناة سي دبليو في مسلسل الأكشن نيكيتا.

## نشأتها
ليندسي نصف برتغالية  ولدت في أوكلاند، تربت في البداية في ألاميدا و من ثم في موراغا. عندما اكتشفت هناك من قبل مدير أعمال وانتقلت على الفور إلى لوس انجليس لأول موسم لها تجريبي في سن ال 13 في منتصف السنة الدراسية. في العام التالي حجزت لها دور انطلاقتها، بلعبها دور كولين كارلتون في الشباب و القلق مع عقد استمر مدة 3 سنوات. بعد ذلك انتقل اسرتها بأكملها إلى لوس انجليس. ومنذ انتهاء عقدها، حجزت لها العديد من الأدوار كضيف شرف في البرامج التليفزيون، أفلام تلفزيونية، وفلم روائي طويل مستقل.

## مسيرتها
في عام 2001، وقعت فونسيكا من قبل وكيل ومدير لعبت دور المضطربة في سن المراهقة كولين كارلتون على سي بي اس' دراما النهار الرقم واحدالشباب والقلق. لديها أيضا أدوار متكررة مثل ابنة تيد موسبي في المستقبل في كيف قابلت أمك و أيضا كدونا على هوم بكس أوفيس في الحب الكبير. في خريف عام 2007، لعبت دور داون في فلم تذكر المذهول، نسخة جديدة من خريجي عام 1999. والتحقت بطاقم ربات بيوت يائسات الذي يعرض على ايه بي سي كإبنة كاثرين مايفير دانا ديلاني، شخصية انتقلت إلى ويستريا لين. فونسيكا أيضاً ظهرت في حلقة من تحول. في عام 2008 تم ترشيحها لجائزة الممثل في جوائز نقابة ممثلي الشاشة للأداء المتميز من قبل مجموعة في مسلسل كوميدي عن ربات بيوت يائسات (2004) مشتركة مع الطاقم. في عام 2010، لعبت فونسيكا دور كاتي ديوكسما في الفلم البطولي كيك اس. في هذا الفلم تألقت في أول مشهد جنسي لها. ظهرت في أكثر من ثلاثة أفلام أمريكية في عام 2010، بالإضافة إلى هوت توب تايم ماشين. كانت ضمن طاقم الممثلين في مسلسل نيكيتا بدور أليكس، المجندة الجديدة. تم تصنيفها في المرتبة #62 ضمن مكسيم هوت 100.

## أعمالها
مسلسل نكيتيا المواسم الاربعه بدور اليكس
- 2001-05: الشباب والقلق بدور كارلتون كولين (الدور : 30 مايو 2001، 17 مايو 2004; 24 ديسمبر 2004، 9 فبراير 2005)
- 2003: بوسطن العامة بدور جين كاردل (4 حلقات)
- 2004: مالكوم في الوسط بدور أوليفيا
- 2004: شرطة نيويورك الزرقاء بدور ماديسون بيرنشتاين
- 2005 - الآن: كيف قابلت أمك بدور ابنة تيد المستقبلية (38 حلقة)
- 2005: أنا أفعل، هم لا بدور ساندي باربر
- 2005: سايبر سيديكشن: سر حياته بدور ايمي
- 2005: المعجزات الطبيعية بدور سالي باول
- 2006: الحب الكبير بدور دونا (4 حلقات; 06-07)
- 2006: الواجهة البحرية بدور انابيل ماركز (5 حلقات)
- 2006: سكارليت بدور كيسي
- 2006: الملكية الفكرية بدور جيني
- 2006: تذكر المذهول بدور داون
- 2006: فيل من المستقبل بدور كريستي (حلقة: لست-بهذه-العظمى العظمى العظمى جدي)
- 2007: قريبة من المنزل بدور جيسيكا كونلون (حلقة: هووسر مسك 'إم)
- 2007: سي إس أي:التحقيق في موقع الجريمة بدور ميغان كوبر (حلقة: سقطت الأصنام)
- 2007: هاوس بدور أددي (حلقة: الاستقالة)
- 2007: هيروز بدور أبريل (حلقة: بعد أربعة أشهر...)
- 2007: ربات بيوت يائسات بدور ديلان مايفير
- 2008: أوستن الساعة الذهبية بدور لان
- 2009: بركة الأسماك بدور جيسي
- 2010 - الآن: نيكيتا بدور أليكس
- 2010: هوت توب تايم ماشين بدور جيني
- 2010: كيك-آس بدور كاتي ديوكسما
- 2010: فورت مكوي بدور آنا جيركي
- 2010: ذا وارد بدور ايريس
- 2011: خمسة بدور تشايين (فيلم تلفزيوني)
- 2012: كيك-آس 2 بدور كيتي دوما

## وصلات خارجية
- ليندسي فونسيكا على موقع IMDb (الإنجليزية)
- ليندسي فونسيكا على موقع ميتاكريتيك (الإنجليزية)
- ليندسي فونسيكا على موقع روتن توميتوز (الإنجليزية)
- ليندسي فونسيكا على موقع ألو سيني (الفرنسية)
- ليندسي فونسيكا على موقع تيرنر كلاسيك موفيز (الإنجليزية)
- ليندسي فونسيكا على موقع أول موفي (الإنجليزية)
- ليندسي فونسيكا على موقع قاعدة بيانات الأفلام السويدية (السويدية)
- ليندسي فونسيكا على موقع إن إن دي بي (الإنجليزية)
- ليندسي فونسيكا على موقع قاعدة بيانات الفيلم (الإنجليزية)
- ليندسي فونسيكا على موقع كينوبويسك (الروسية)